# 丘萨-迪佩西奥
丘萨-迪佩西奥（義大利語：Chiusa di Pesio）是意大利库内奥省的一个市镇。总面积94平方公里，人口3787人，人口密度40.3人/平方公里（2009年）。ISTAT代码为004068。